# Eu Me Transformo em Outras
Eu Me Transformo Em Outras é o sexto álbum de estúdio da cantora brasileira Zélia Duncan, lançado em 2004.

## Histórico
O disco comemora os dez anos de carreira da artista como contratada de uma grande gravadora (visto que o disco Outra Luz fora lançado em 1990, anos antes de sua contratação pela Warner). Foi um projeto especial da cantora, que para o repertório escolheu somente canções de outros autores, realizando um disco de covers.
Nas palavras da cantora, o disco foi gravado 'ao vivo em estúdio', ou seja, em um estúdio com os músicos tocando ao mesmo tempo, e não isoladamente, como é padrão em gravações de discos. Originalmente lançado pelo selo da artista e com distribuição pela Universal Music, o disco ficou fora de catálogo por quase dez anos, sendo relançado em 2015 pelo selo Biscoito Fino.
Sobre o repertório, a cantora disse:
“No repertório, minha memória recente e remota, o desejo de homenagear vozes e autores que me fizeram tomar a decisão de também dedicar minha vida à música. Minha Elizeth Cardoso, Araci de Almeida, Sílvia Telles, Ná Ozzetti, Herivelto Martins, Nelson Gonçalves, Wilson Batista, Hermínio Bello de Carvalho, Tom Zé, Itamar Assumpção, Tom e Vinícius, Haroldo Barbosa, Ella Fitzgerald, Luiz Tatit, Cartola, Lula Queiroga, Jacob, Wisnik, Claudionor Cruz, Pedro Caetano...”
Paralelamente, a cantora gravou um DVD com o mesmo repertório do CD no Centro Cultural Carioca.
Em agosto, Zélia ganhou o Prêmio Rival BR de Música de melhor cantora, na terceira edição do evento. No mesmo mês, no dia 20, o show teve sua estreia no Canecão, RJ. Em 2009, cinco anos após o lançamento, “Eu Me Transformo Em Outras” trouxe para Zélia o Disco de Ouro referente a venda de 60 mil cópias.
Para a capa do disco foi utilizada a pintura Cena de Carnaval, do pintor Jean-Baptiste Debret.

## Lista de faixas
O disco contém 19 faixas. Algumas edições tiveram o acréscimo de Jura Secreta como faixa bônus.
| Eu Me Transformo Em Outras |                                                                                              |                                                                                |         |  |
| N.º                        | Título                                                                                       | Compositor(es)                                                                 | Duração |  |
| 1.                         | "Quem Canta Seus Males Espanta"                                                              | Itamar Assumpção                                                               | 2:57    |  |
| 2.                         | "Nova Ilusão"                                                                                | Claudionor Cruz / Pedro Caetano                                                | 3:25    |  |
| 3.                         | "Quando Esse Nego Chega"                                                                     | Haroldo Barbosa                                                                | 1:56    |  |
| 4.                         | "Nega Manhosa" (Citações: "Noites Cariocas (Minhas Noites Sem Sono)"/"Na Cadência do Samba") | Herivelto Martins / Jacob do Bandolim / Luís Bandeira                          | 2:46    |  |
| 5.                         | "Deusa da Minha Rua" (Música incidental: "Rosa", de Pixinguinha)                             | Nando Reis                                                                     | 4:18    |  |
| 6.                         | "Janelas Abertas"                                                                            | Tom Jobim / Vinícius de Morais                                                 | 3:29    |  |
| 7.                         | "Doce de Coco"                                                                               | Hermínio Bello de Carvalho / Jacob do Bandolim                                 | 4:28    |  |
| 8.                         | "Boca de Siri"                                                                               | Wilson Baptista / Germano Coelho                                               | 2:02    |  |
| 9.                         | "Tô"                                                                                         | Tom Zé / Élton Medeiros                                                        | 3:16    |  |
| 10.                        | "Disfarça e Chora"                                                                           | Cartola / Dalmo Castello                                                       | 3:28    |  |
| 11.                        | "Linda Flor (Yayá) (Ai, Yoyô)"                                                               | Luiz Peixoto / Agostinho José Marques Porto / Cândido Costa / Henrique Vogeler | 3:31    |  |
| 12.                        | "Meu Rádio e Meu Mulato" (Citação: "Odeon")                                                  | Martins / Ernesto Nazareth / Hubaldo Maurício / de Moraes                      | 1:41    |  |
| 13.                        | "Renúncia"                                                                                   | Roberto Martins / Mário Rossi                                                  | 2:40    |  |
| 14.                        | "Dream A Little Dream of Me"                                                                 | Gus Kahn / Wilbur Schwandt / Fabian Andre                                      | 3:41    |  |
| 15.                        | "Sábado em Copacabana"                                                                       | Dorival Caymmi / Carlos Guinle                                                 | 5:42    |  |
| 16.                        | "Eu Não Sou Daqui"                                                                           | Baptista / Ataulfo Alves                                                       | 2:39    |  |
| 17.                        | "Capitu"                                                                                     | Luiz Tatit                                                                     | 4:53    |  |
| 18.                        | "Presente"                                                                                   | José Miguel Wisnik                                                             | 2:37    |  |
| 19.                        | "O Habitat da Felicidade"                                                                    | Lula Queiroga / Lucky Luciano                                                  | 1:11    |  |

| Eu Me Transformo Em Outras - Faixa bônus |                |                          |             |         |  |
| N.º                                      | Título         | Compositor(es)           | Observações | Duração |  |
| 20.                                      | "Jura Secreta" | Abel Silva / Sueli Costa |             | 4:38    |  |

## Uso em trilhas sonoras
- A faixa bônus Jura Secreta foi incluída na trilha sonora da novela Da Cor do Pecado, sendo tema do casal Preta (Taís Araújo) e Paco (Reynaldo Gianecchini). [5]

## Certificações
| País   | Certificação | Cópias vendidas |
| ------ | ------------ | --------------- |
| Brasil | Ouro         | 60 mil          |